# نابلس (نيويورك)
نابلس (بالإنجليزية: Naples, New York)‏ هي بلدة أمريكية تقع في الولايات المتحدة في نيويورك (ولاية). يقدر عدد سكانها بـ 2,502 نسمة.

## أعلام
- مايرون هولى كلارك